# Куп'янськ (локомотивне депо)
Локомоти́вне депо́ «Куп'янськ» (ТЧ-15) — одне з 10 основних локомотивних депо Південної залізниці. Розташоване на станції Куп'янськ-Вузловий.

## Історичні відомості
Засноване як паровозне 1895 року. З 1960-х років обслуговує електровози.
Насьогодні обслуговує електровози ВЛ80, ВЛ82.